# Boule pendante
La boule pendante est un jeu de lancer de boule joué en Bretagne. Le but est de toucher une boule suspendue à un fil.
Le jeu de la boule pendante est inscrit à l’Inventaire du patrimoine culturel immatériel en France.

## Origines
On attribue sans preuve l’origine de ce jeu à la Bretagne. 

## Règles du jeu

### Jeu original
Le joueur dispose de trois essais pour toucher, avec un projectile non défini par la règle, une boule en bois suspendue par un fil  à 1,50 mètre de hauteur environ. 
La partie se déroule selon trois niveaux de distance. Si lors de ces trois essais, le joueur a touché la boule, il recule d’un mètre, sachant que la distance de départ est fixée à 5 mètres. Il faut absolument toucher la boule et pas le fil.

Le joueur qui réussit le plus lointain lancé est celui qui remporte la partie. 

### Variante
Une variante est issue de la rumeur comme quoi par le passé, les hommes jouaient leur tournée en démarrant à des distances d’au moins 10 mètres, et sur cinq tentatives. On suppose alors que la boule suspendue était plus grosse qu’aujourd’hui, pour une distance de 5 mètres. Il devait peut-être s’agir d’une boule de boultenn, voire de boule bretonne.